# レオナルド・ストロング (俳優)
レオナルド・ストロング（Leonard Strong、1908年8月12日 - 1980年1月23日）は、アメリカ合衆国の俳優。

## 出演作品
- 東京スパイ大作戦（ヒジカタ）
- バターンを奪回せよ（ホンマ将軍）
- 黒い絨毯
- 底抜けびっくり仰天